# Roman Poljanskyj

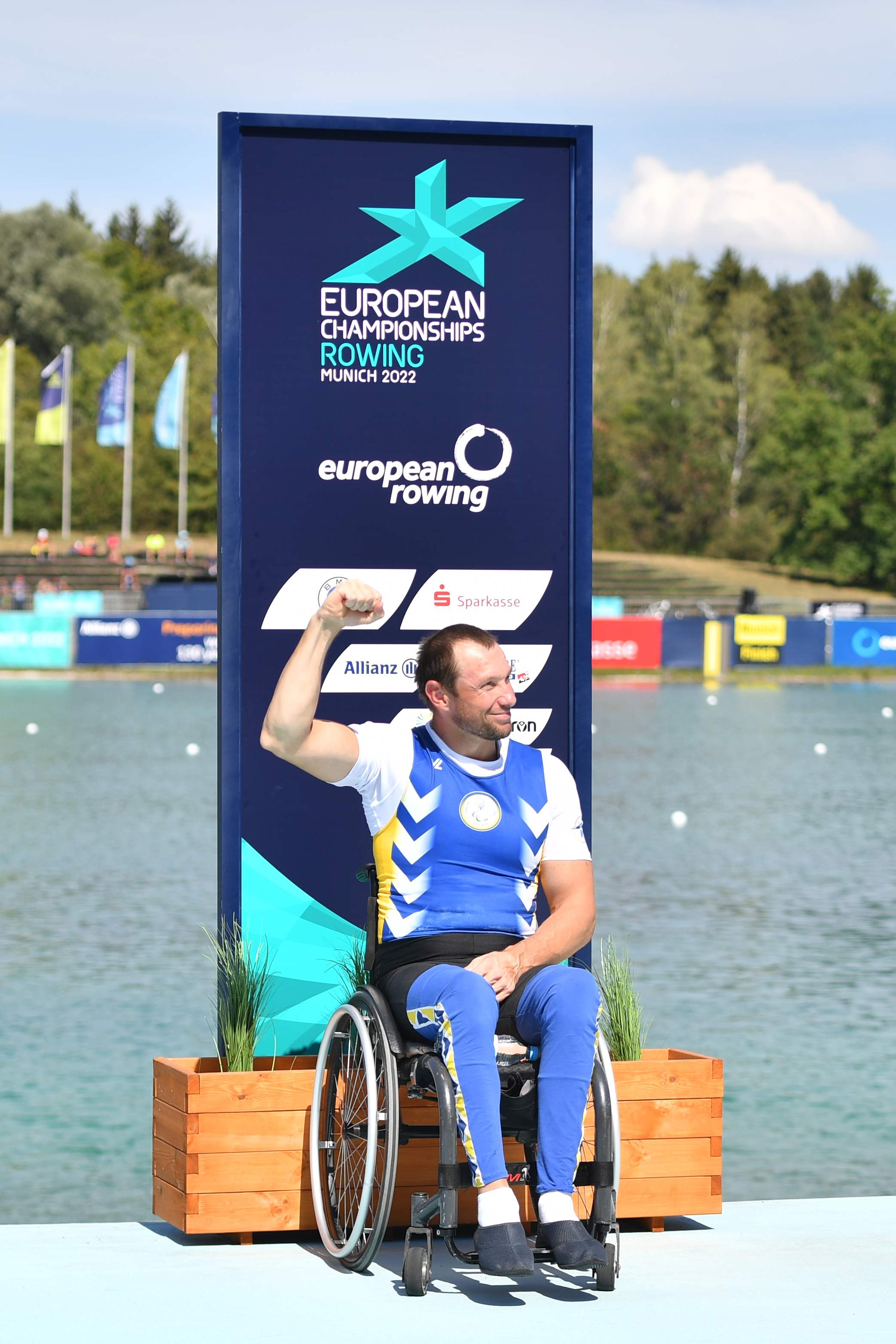
Roman Poljanskyj bei den Europameisterschaften 2022 in München

Roman Oleksandrowytsch Poljanskyj (ukrainisch Роман Олександрович Полянський; * 1. September 1986) ist ein ukrainischer Ruderer. Er ist bis 2023 zweifacher Sieger bei den Paralympics sowie dreifacher Weltmeister und zweifacher Europameister im Pararudern.

## Leben
Bei Roman Poljanyskyj wurde im Alter von zehn Jahren hereditäre spastische Paraplegie diagnostiziert, er kann nur die Muskeln im Oberkörper bewegen und sportlich einsetzen. Im Alter von 18 Jahren verlor Poljanskyj seinen Vater, kurz darauf starb auch seine Mutter. Seine sportliche Laufbahn begann er zunächst als Kanute und wechselte dann zum Pararudern. 2014 musste er wegen des Krieges im Donbas seine Heimatstadt Donezk verlassen und floh nach Odessa.
2015 trat Poljanskyj erstmals im Ruder-Weltcup an. Bei den Paralympics 2016 in Rio de Janeiro gewann er das Rennen im Einer der Schadensklasse AS über 1000 Meter vor dem Australier Eric Horrie und dem Briten Tom Aggar.
2017 wurden die Schadensklassen geändert. Poljanskyj trat nun in der Schadensklasse PR1 an. Gleichzeitig wurde die Distanz von 1000 Meter auf 2000 Meter erhöht, um die Streckenlänge den Bootsklassen der Ruderer ohne körperliche Einschränkung anzupassen. Bei den Weltmeisterschaften 2017 in Sarasota war Horrie auf dieser langen Strecke acht Sekunden schneller und siegte vor Poljanskyj. Ein Jahr später bei den Weltmeisterschaften in Plowdiw siegte erneut Horrie vor Poljanskyj, der Vorsprung betrug allerdings lediglich 0,46 Sekunden. In beiden Jahren war der Russe Alexei Tschuwaschew Dritter geworden. 2019 bei den Weltmeisterschaften in Ottensheim gewann erstmals Poljanyskyj vor Tschuwaschew, Horrie wurde nur knapp Dritter vor dem Briten Benjamin Pritchard.
Während der COVID-19-Pandemie fanden im Oktober 2020 Europameisterschaften in Posen statt. Poljanskyj gewann den Einer-Wettbewerb vor Tschuwaschew und dem Deutschen Marcus Klemp. Im April 2021 folgten bereits die Europameisterschaften 2021 in Varese. Poljanskyj siegte vor Pritchard und Klemp. Bei den Paralympics in Tokio konnte Poljanskyj seine Siegesserie fortsetzen. Er siegte mit zwölf Sekunden Vorsprung vor Eric Horrie, drei Sekunden hinter Horrie erreichte der Brasilianer Rene Campos Pereira als Dritter das Ziel.
Bei den Europameisterschaften 2022 in München verlor Poljanskyj erstmals seit 2018 bei internationalen Meisterschaften. Er wurde Zweiter hinter dem Italiener Giacomo Perini, Pritchard wurde Dritter. Einen Monat später bei den Weltmeisterschaften in Račice u Štětí siegte Poljanskyj vor Perini und Pritchard. 2023 bei den Europameisterschaften in Bled siegte Perini mit fünf Sekunden Vorsprung vor Poljanskyj, Dritter wurde Marcus Klemp. Drei Monate später bei den Weltmeisterschaften in Belgrad hatte Poljanskyj im Ziel fast fünf Sekunden Vorsprung vor Perini, Pritchard wurde Dritter vor Klemp. Bei den Paralympics 2024 siegte Pritchard im Einer vor Poljanskyj, Dritter wurde der Australier Erik Horrie.
Bei den Europameisterschaften 2025 in Plowdiw siegte Pritchard vor Poljanskyj und Perini.